# Hans Marek
Hans Marek (* 1923 in Kscheutz, Tschechoslowakei; † 11. März 2006 in Pasing) war ein deutscher Maler.

## Leben und Werk
Hans Marek wurde 1923 in dem böhmischen Dorf Kscheutz geboren. Aufgewachsen in dem kleinen landwirtschaftlichen Betrieb der Eltern zeichnete und malte er von Anbeginn sehr viel in der Natur. Von 1939 bis 1941 studierte er Bühnenbild an der Kunstgewerbeschule in Leipzig. 1942 folgte die Einberufung zum Kriegsdienst, danach 1945 Kriegsgefangenschaft als Soldat in Italien. 
Nach dem Krieg studierte er von 1946 bis 1951 Malerei an der Akademie der bildenden Künste in München.
Von 1951 an arbeitete Marek als Kinoplakat-Maler, 1957 bis 1982 als fest angestellter Technischer Zeichner. 1982 ging er in vorzeitigen Ruhestand und widmete sich fortan ausschließlich dem künstlerischen Schaffen.

## Preise und Auszeichnungen
- 1988: Pasinger Kunstpreis
- 1997: Seerosenpreis der Stadt München
- 2002: Bundesverdienstkreuz